# Dunas del Puntal y Estuario del Miera
Dunas del Puntal y Estuario del Miera este o arie protejată (arie specială de conservare — SAC, sit de importanță comunitară — SCI) din Spania întinsă pe o suprafață de 675,12 ha, integral pe uscat.

## Localizare
Centrul sitului Dunas del Puntal y Estuario del Miera este situat la coordonatele 43°27′12″N 3°45′48″W / 43.4532°N 3.7632°V.

## Înființare
Situl Dunas del Puntal y Estuario del Miera a fost declarat sit de importanță comunitară în decembrie 1997 pentru a proteja 2 specii de plante și 10 specii de animale. Situl a fost protejat și ca arie specială de conservare în decembrie 2015.

## Biodiversitate
Situată în ecoregiunile atlantică și marină Atlantică, aria protejată conține 19 habitate naturale: Pajiștile Spartina (Spartinion maritimae), Pajiști uscate europene, Pășuni atlantice udate de apa mării (Glauco-Puccinellietalia maritimae), Matorral arborescenți cu Laurus nobilis, Estuare, Dune mobile cu vegetație embrionară, Terase mlăștinoase și terase nisipoase neacoperite de apă la reflux, Dune de coastă fixe cu vegetație erbacee („dune gri”), Depresiuni intradunale umede, Tufărișuri halofile mediteraneene și termo-atlantice (Sarcocornetea fruticosi), Dune mobile de-a lungul țărmului cu Ammophila arenaria („dune albe”), Salicornia și alte specii anuale care populează regiunile mlăștinoase și nisipoase, Păduri de Quercus ilex și Quercus rotundifolia, Păduri de stejar sau de stejar și carpen sub-atlantice și medio-europene de Carpinion betuli, Pajiști uscate atlantice de coastă cu Erica vagans, Faleze cu vegetație de pe coastele atlantice și baltice, Păduri aluvionare cu Alnus glutinosa și Fraxinus excelsior (Alno-Padion, Alnion incanae, Salicion albae), Bancuri de nisip acoperite în permanență slab de apă marină, Cursuri de apă de la nivel de câmpie la nivel montan, cu vegetație Ranunculion fluitantis și Callitricho-Batrachion.
La baza desemnării sitului se află mai multe specii protejate:
- plante (2): Trichomanes speciosum, Woodwardia radicans
- mamifere (5): liliac cu aripi lungi (Miniopterus schreibersii), liliac cu urechi mari (Myotis bechsteinii), liliac comun (Myotis myotis), liliacul mediteranean cu potcoavă (Rhinolophus euryale), liliacul mare cu potcoavă (Rhinolophus ferrumequinum)
- nevertebrate (3): Coenagrion mercuriale, Elona quimperiana, rădașcă (Lucanus cervus)
- pești (1): somonul (Salmo salar)
- reptile (1): Lacerta schreiberi